# نیکولای یژوف
نیکولای ایوانوویچ یژوف (۱ مهٔ ۱۸۹۵ – ۴ فوریهٔ ۱۹۴۰) یکی از مسولان پلیس مخفی شوروی زیر نظر ژوزف استالین بود. او از سال ۱۹۳۶ تا ۱۹۳۸ در دوران پاکسازی بزرگ رئیس کمیساریای خلق در امور داخلی شوروی بود. عبارت یژوفشینا به معنای دوران یژو که در سال‌های استالین‌زدایی ۱۹۵۰ ابداع شد از نام وی نشأت گرفته‌است. پس از دستگیری‌ها و اعدام‌های گسترده زیر نظر او سرانجام یژو قربانی اعمال خود شد. او دستگیر، و تحت شکنجه اقرار به اعمال ضد شوروی کرد، و در سال ۱۹۴۰ اعدام گردید. با آغاز جنگ جهانی دوم تصویر او از سیاست عمومی محو شد.

## زندگی‌نامه
یژو یا در سن پترزبورگ (براساس زندگی‌نامه رسمی وی در شوروی سابق)، یا در سوالکی گوورنوریت لهستان به دنیا آمده‌است. در برگه ای که در سال ۱۹۲۱ توسط وی نوشته شده‌است، یژو ادعا کرده‌است که می‌تواند به زبانهای لهستانی و لیتوانیایی سخن بگوید.
او تنها موفق به تکمیل تحصیلات ابتدایی شد. از سال ۱۹۰۹ تا سال ۱۹۱۵، به عنوان دستیار در خیاطی و کارگر کارخانه، کار کرد. وی از سال ۱۹۱۵ تا ۱۹۱۷ در ارتش سلطنتی روسیه خدمت کرد. شش ماه قبل از انقلاب اکتبر روسیه، یعنی در ۵ می ۱۹۱۷، به بلشویک‌ها پیوست و در طول جنگ داخلی روسیه در ارتش سرخ فعالیت کرد. پس از فوریه ۱۹۲۲، وارد نظام سیاسی شد و عمدتاً به عنوان منشی کمیته‌های مختلف منطقه ای حزب کمونیست مشغول به کار شد. در ۱۹۲۷، به بخش حسابداری و توزیع حزب منتقل شد؛ که در آنجا به عنوان آموزشگر و رئیس بخش عمل می‌کرد. از سال ۱۹۲۹ تا سال ۱۹۳۰، معاون کمیسر خلق در امور کشاورزی بود. در نوامبر سال ۱۹۳۰، به ریاست چند بخش از حزب کمونیست، مانند بخش امور ویژه، بخش کارکنان و بخش صنعت گماشته شد. در سال ۱۹۳۴ به عضویت کمیته مرکزی حزب کمونیست انتخاب شد و در سال بعد از آن منشی کمیته شد. از فوریه سال ۱۹۳۵ تا مارس ۱۹۳۹ نیز، رئیس کمیسیون مرکزی کنترل حزب بود.